# Vexx (artiest)
Vince Okerman (1998), online beter bekend als Vexx, is een Belgisch youtuber en kunstenaar die bekend is met zijn doodles, zogenoemd doodle art. 

## Levensloop
Vince Okerman is afkomstig uit Sint-Genesius-Rode (Vlaams Brabant). Hij studeerde Toegepaste Economische Wetenschappen, maar brak die studie voortijdig af toen zijn YouTubekanaal succesvoller werd.  Sinds zijn vijftiende begon hij met het tonen van zijn creaties op Instagram en op 24 april 2015 richtte hij een eigen YouTubekanaal op. Okerman deelt en maakt zijn creaties in zijn vrije tijd. Hij verdient voornamelijk inkomsten op zijn YouTubekanaal en de verkoop van zijn kunst op zijn website. Hij heeft met zijn 2.950.000 abonnees (op 1 februari 2021) een van de grootste YouTube kanalen in België. De kunstenaar maakte de bedenking dat zijn marketingtalenten groter zijn dan zijn tekentalent. Zijn werk slaat vooral aan in de Aziatische wereld.

Vexxs werk voor YouTube heeft als kenmerk: een ultrasnelle montage, een Vlaams-Engels accent en een creatieve uitdaging in de stijl van I made a huge artwork with 1.000.000 stamps.
Op 19 februari 2018 vertelde hij dat hij voor zijn meest bekeken video (2,8 miljoen weergaven in 2018) 2.800 euro heeft verdiend.

In 2020 werkte hij samen met smartphone-fabrikant OnePlus. 

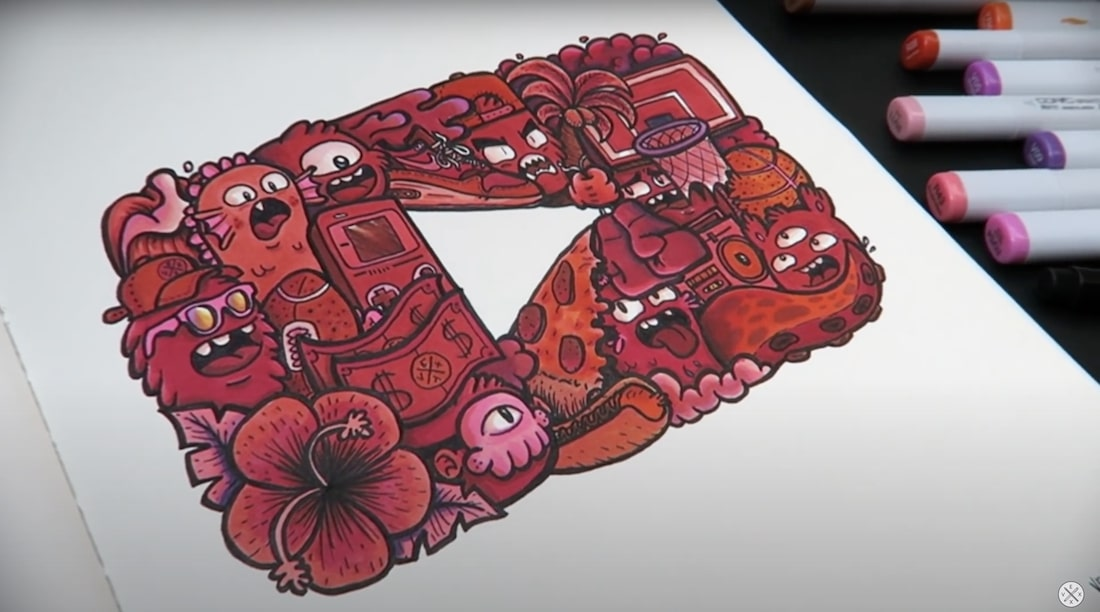
Tekening door Vexx opgedragen aan zijn YouTube-fans.

In 2021 kreeg het werk Metadragon een metershoog forum op Times Square, New York. Dit werk leverde in juli 2021 41 500 USD op. Het werk bestaat in fysieke versie en een andere die slechts digitaal bestaat, een NFT (Non-fungible token) waarbij de kunstenaar de royalty's behoudt. 

## Tweede kanaal
Hij heeft een tweede kanaal genaamd "Also Vexx", waar hij een serie maakt genaamd "REAL TIME DOODLE". Hij plaatst hierop minder gerelateerde video's.

## Boek
In 2020 gaf hij het boek Creatopia: A Coloring Book uit.

## Prijzen
| Jaar | Prijs     | Categorie                | Resultaat   |
| ---- | --------- | ------------------------ | ----------- |
| 2021 | De Jamies | Beste Lifestyle          | Genomineerd |
| 2023 | De Jamies | Quarter Life Achievement | Gewonnen    |